# تی‌اس‌اس مانزمان (۱۹۰۴)
تی‌اس‌اس مانزمان (۱۹۰۴) (به انگلیسی: TSS Manxman (1904)) یک کشتی بود که طول آن ۳۴۱ فوت (۱۰۴ متر) بود. این کشتی در سال ۱۹۰۴ ساخته شد.